# 제라르도 로마노

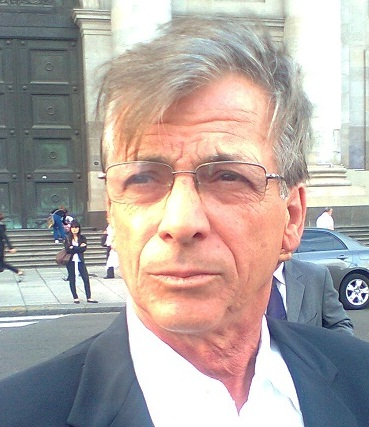

제라르도 로마노(Gerardo Romano, 1946년 7월 6일 ~ )는 아르헨티나의 배우, 변호사, 텔레비전 배우이다.
부에노스아이레스에서 태어났다.

## 영화
- 드라큘라 2021 (2021년) - 엔리케 역
- 피고인 돌로레스 (2018년) - 피스칼 역
- 서밋 (2016년)
- 아이 메리드 어 덤에스 (2016년)
- 베티뷰 (2014년)
- 남향 (1992년)
- 나는 모든 여자 중에 가장 형편없는 여자 (1990, Yo, la Peor de Todas)
- 더블 트랩 (1990년)
- 미스 메리 (1986년)